# Aporodesmus minor
Aporodesmus minor är en mångfotingart som beskrevs av Carl Graf Attems 1953. Aporodesmus minor ingår i släktet Aporodesmus och familjen Cryptodesmidae. Inga underarter finns listade i Catalogue of Life.